# 廣川翔也
廣川 翔也（ひろかわ しょうや、1995年1月21日 - ）は、日本の元ラグビー選手。

## プロフィール
- 愛知県出身[1]。
- 現役時代のポジションはフランカー(FL)。
- 身長 166cm、体重 90kg
- ニックネームはしょうや、ひろかわ。
- 相撲観戦が好きである[2]。

## 略歴
2013年、東福岡高校卒業後、慶應義塾大学に入る。
2017年、慶應義塾大学卒業後、ヤマハ発動機ジュビロ(現・静岡ブルーレヴズ)に加入。同年12月24日に行われたジャパンラグビートップリーグ第13節のパナソニック ワイルドナイツ戦にて先発出場で公式戦初出場を果たす。
2022年、現役を引退した。